# Indice d'explosivité volcanique
L'indice d'explosivité volcanique, ou échelle VEI de l'anglais Volcanic Explosivity Index, fut inventée par Chris Newhall de l'Institut d'études géologiques des États-Unis et Steve Self de l'université d'Hawaï en 1982 pour établir une mesure relative de l'explosivité des éruptions volcaniques.

## Classification
Le volume des matériaux éjectés, la hauteur du nuage d'éruption, et les observations qualitatives (en utilisant des expressions allant de « modéré » à « colossal ») sont utilisés pour déterminer la valeur d'explosivité. L'échelle est ouverte et va de 0, pour les éruptions non-explosives (moins de 104 mètres cubes de tephra éjecté), à généralement 8, pour les éruptions explosives méga-colossales qui peuvent éjecter 1012 mètres cubes de tephra et avoir une colonne nuageuse haute de plus de 25 km. Chaque intervalle de l'échelle représente un accroissement de 10 fois du volume des matériaux éjectés (sauf entre les indices 1 et 2 : facteur 100). Des valeurs supérieures à 8 peuvent être utilisées si nécessaire.
La faiblesse de l'échelle VEI est de ne pas tenir compte de la densité des matériaux éjectés ; les cendres volcaniques, les bombes volcaniques et l'ignimbrite sont traitées de la même façon. De plus, l'échelle VEI ne prend pas en compte la magnitude de la puissance de l'éruption.
| VEI | Classification              | Description    | Hauteur du nuage de cendres | Volume éjecté   | Fréquence d'éruptions | Exemple | Nombre d'éruptions historiques |
| --- | --------------------------- | -------------- | --------------------------- | --------------- | --------------------- | --- | ------------------------------ |
| 0   | Hawaïen                     | non explosif   | < 100 m                     | > 1 000 m3      | quotidien             | Kīlauea | -                              |
| 1   | Hawaïen / Strombolien       | modéré         | 100-1 000 m                 | > 10 000 m3     | quotidien             | Stromboli | -                              |
| 2   | Strombolien / Vulcanien     | explosif       | 1-5 km                      | > 1 000 000 m3  | hebdomadaire          | Galeras, 1992                                                                                                 | 3631                           |
| 3   | Vulcanien                   | catastrophique | 3-20 km                     | > 10 000 000 m3 | annuel                | Nevado del Ruiz, 1985 ; Vulcano, 1888-1890                                                                    | 924                            |
| 4   | Vulcanien Plinien           | cataclysmique  | 15-25 km                    | > 0,1 km3       | ≥ 10 ans              | Montagne Pelée, 1902 ; Galunggung, 1982 ; Láscar, 1993 ; Merapi, 2010; Eyjafjöll, 2010                        | 307                            |
| 5   | Plinien                     | paroxysmique   | > 25 km                     | > 1 km3         | ≥ 50 ans              | Vésuve, 79 ; Mont Saint Helens, 1980 ; Hunga Tonga, 2022                                                      | 106                            |
| 6   | Plinien / Ultra-plinien     | colossal       | > 30 km                     | > 10 km3        | ≥ 100 ans             | Krakatoa, 1883 ; Pinatubo, 1991 ; Novarupta, 1912 ; Vésuve, 1700 av. J.-C..                                   | 46                             |
| 7   | Ultra-plinien               | méga-colossal  | > 35 km                     | > 100 km3       | ≥ 1 000 ans           | Santorin, 1600 av. J.-C. ; Mont Paektu, 946 ; Samalas, 1257 ; Tambora, 1815                                   | 4                              |
| 8   | Ultra-plinien (supervolcan) | apocalyptique  | > 40 km                     | > 1 000 km3     | ≥ 10 000 ans          | Lac Taupo, 26 500 ans ; Champs Phlégréens, 34 000 ans av. J.-C. ; Toba, 74 000 ans ; Yellowstone, 600 000 ans | 0                              |

## Liste d'éruptions notables avec leur échelle VEI
| Date         | Lieu                                    | VEI |
| ------------ | --------------------------------------- | --- |
| -760 000 ans | Long Valley                             | 8   |
| -640 000 ans | Yellowstone                             | 8   |
| -73 000 ans  | Toba                                    | 8   |
| -40 000 ans  | Champs Phlégréens                       | 7-8 |
| -26 500 ans  | Taupo                                   | 8   |
| -12 900 ans  | Lac de Laach                            | 6-7 |
| -1640        | Santorin                                | 7   |
| 79           | Vésuve                                  | 5-6 |
| 946          | Mont Paektu                             | 7   |
| 1257         | Samalas                                 | 7   |
| 1452         | Kuwae                                   | 6   |
| 1580         | Billy Mitchell (en)                     | 6   |
| 1600         | Huaynaputina                            | 6   |
| 1660         | Long Island                             | 6   |
| 1707         | Mont Fuji                               | 5   |
| 1739         | Mont Tarumae                            | 5   |
| 1755         | Katla                                   | 5   |
| 1783         | Laki                                    | 4-5 |
| 1800         | Mont Saint Helens                       | 5   |
| 1815         | Tambora                                 | 7   |
| 1822         | Galunggung                              | 5   |
| 1835         | Cosiguina                               | 5   |
| 1843         | Mont Agung                              | 5   |
| 1854         | Shiveluch                               | 5   |
| 1875         | Askja                                   | 5   |
| 1883         | Krakatoa                                | 6   |
| 1902         | Pelée                                   | 4   |
| 1902         | Soufrière de Saint-Vincent              | 4   |
| 1902         | Santa Maria                             | 6   |
| 1912         | Novarupta (Katmai)                      | 6   |
| 1913         | Colima                                  | 5   |
| 1932         | Quizapu                                 | 5   |
| 1933         | Kharimkotan                             | 5   |
| 1951         | Lamington                               | 4   |
| 1955         | Bezymianny                              | 5   |
| 1963         | Mont Agung                              | 5   |
| 1976-1977    | Soufrière de Guadeloupe                 | 2   |
| 1980         | Mont Saint Helens                       | 5   |
| 1982         | El Chichón                              | 5   |
| 1985         | Nevado del Ruiz                         | 3   |
| 1991         | Pinatubo                                | 6   |
| 2010         | Eyjafjöll                               | 4   |
| 2010         | Merapi                                  | 4   |
| 2011         | Grímsvötn                               | 4   |
| 2018         | Kīlauea (2018 lower Puna eruption (en)) | 3-4 |
| 2018-2019    | Fani Maoré                              | 5   |
| 2022         | Hunga Tonga                             | 5   |

Le nombre d'éruptions historiques est basé sur les statistiques 2009 gérées par le Global Volcanism Program du Smithsonian Institution.